# Бурулятуйське сільське поселення
Буруляту́йське сільське поселення (рос. Бурулятуйское сельское поселение) — сільське поселення у складі Олов'яннинського району Забайкальського краю Росії.
Адміністративний центр — село Бурулятуй.

## Історія
2013 року було утворено село Східний Бурулятуй шляхом виділення частини із села Бурулятуй.

## Населення
Населення сільського поселення становить 661 особа (2019; 840 у 2010, 971 у 2002).

## Склад
До складу сільського поселення входять:
| Населений пункт         | Населення, осіб (2002) | Населення, осіб (2010) |
| ----------------------- | ---------------------- | ---------------------- |
| Бурулятуй, село         | 765                    | 682                    |
| Побєда, село            | 206                    | 158                    |
| Східний Бурулятуй, село | -                      | -                      |